# Šola za tuje jezike Slovenske vojske
Šola za tuje jezike Slovenske vojske (kratica: ŠTJ) je vojaško-šolska ustanova Slovenske vojske, ki skrbi za jezikovno izobraževanje pripadnikov Slovenske vojske; šola deluje v okviru Centra vojaških šol Slovenske vojske in je nastanjena v vojašnici Šentvid.

## Razvoj
Šola je bila ustanovljena 24. junija 1999.

## Poveljstvo
Načelniki
- polkovnik Srečko Karba (2002)

Strokovnr vodjr
Šolo vodi civilna oseba in sicer profesor Valter Mavrič.

## Organizacija
- poveljstvo
- odsek za poučevanje
- odsek za prevajanje in tolmačenje
- Center za jezikovno usposabljanje Partnerstva za mir